# SOHO彗星 (322P)
周期彗星番号322PのSOHO彗星は、SOHO（SOlar and Heliospheric Observatory）の自動望遠鏡を用いて発見された周期彗星である。仮符号はP/1999 R1、P/2003 R5、P/2007 R5、P/2011 R4である。
SOHO彗星が周期彗星であることは、ドイツの大学院生で小惑星を数多く発見してきたSebastian F. Hönigが2006年に予言した。新しい周期彗星を発見したとの発表は、予言通りに戻ってきたことがSOHOとオブザーバーの周波により2007年9月10日に確認されてから行われた。SOHOが観察するサングレーザー約1350個と違い、この彗星は短周期彗星として実証された最初の彗星で、殆どのサングレーザーは、完全なまま何千年も周回することのないたとえ話に近い軌道を描く長周期彗星である。
地球と太陽の間の約5％に当たる太陽から790万キロメートルの距離を通過すると、数多の要因により明るくなった。このことは彗星に関する共通の性質である。
SOHO彗星は恐らく彗星・小惑星遷移天体である。彗星・小惑星遷移天体は揮発性の氷を殆ど排出し尾やコマを形成することが殆どない天体である。太陽に近付く天体と共通の物体と理論付けられている。SOHO彗星は恐らく直径100-200メートルしかない。
2011年9月に戻ってくると予測されていたが、同年9月6日に周波により再発見された。
発見の栄誉は、テリー・ラヴジョイ（オーストラリア、1999年）、Kazimieras Černis（リトアニア、2003年）、周波（中国、2007年）に与えられる。
この彗星の次にSOHOにより発見された短周期彗星はP/2003 T12 (＝P/2012 A3、SOHO) である。

## 参照
1. ↑  Jaggard, Victoria (2007年9月25日). “Photo in the News: Sun Probe Spies New Periodic Comet”. National Geographic News (National Geographic Society) 2007年9月25日閲覧。
2. ↑  Marsden, Brian (18 September 2007), “MPEC 2007-S16 : COMET P/1999 R1 = 2003 R5 = 2007 R5 (SOHO)”, Minor Planet Electronic Circular (2007-S16)
3. 1 2 3  “SOHO's new catch: its first officially periodic comet”.   European Space Agency (2007年9月25日). 2007年11月19日閲覧。
4. ↑  Rainer Kracht (2011年9月7日). “Recent comet discoveries 2123-2137”.   Yahoo Groups: SOHO Hunter. 2014年9月10日閲覧。
5. ↑  Karl Battams (2012年1月30日). “The tale of a very shy comet...（2013年11月25日時点のアーカイブ）”.   Sungrazing Comets @ Navy.mil. 2014年9月10日閲覧。